# Fyra böcker och fem klassiker

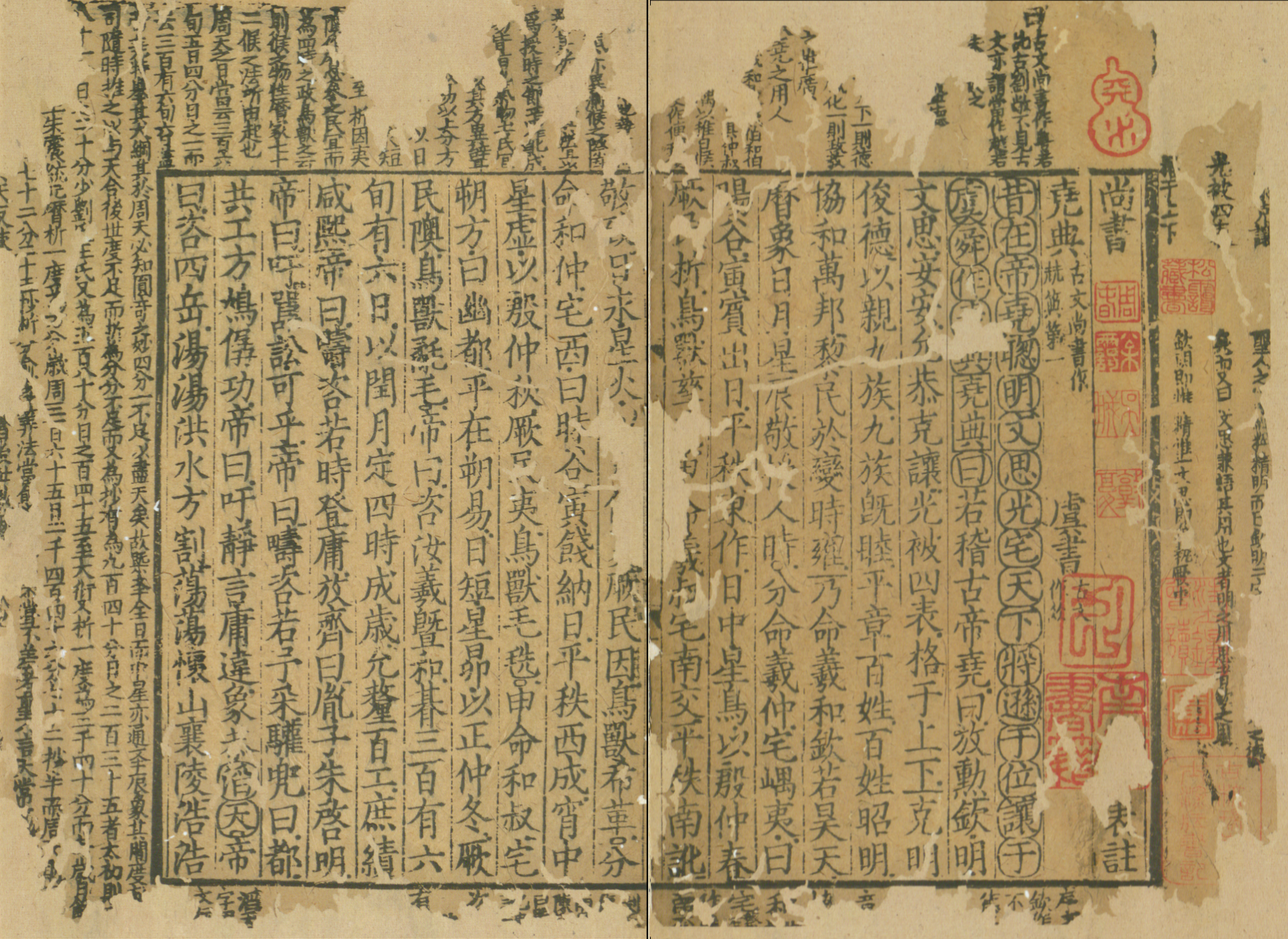
Ett exemplar av Dokumentens bok från 1279 som är en del i Fyra böcker och fem klassiker.

Fyra böcker och fem klassiker (四书五经; Sìshū Wǔjīng) är ett samlingsbegrepp för konfucianismens historiska verk De fyra böckerna och De fem klassikerna.